# ميناء سيدي بلال
ميناء سيدي بلال والمعروف سابقاً ب‍قاعدة سيدي بلال البحرية هو ميناء بحري على ساحل البحر الأبيض المتوسط بليبيا، يقع في جنزور بالصياد، بالقرب من الميناء ثانوية الدراسات البحرية وأكاديمية الدراسات البحرية ومعسكر 27 بالإضافة إلى محطة كهرباء غرب طرابلس البخارية.
كانت سابقاً قاعدة عسكرية مختصة بتدريب القوات البحرية والأولى في مجالها، إلا إنه ونتيجة للغارات الجوية الأمريكية يوم 14 من إبريل عام 1986 قد تم تدمير القاعدة من ضمن أهداف الغارات الأمريكية فقامت الحكومة الليبية بتحويله إلى ميناء مدني بالرغم من موقعه الإستراتيجي.